# Pikku Ahvenjärvi (Junosuando socken, Norrbotten)
Pikku Ahvenjärvi är en sjö i Pajala kommun i Norrbotten och ingår i Torneälvens huvudavrinningsområde.